# Hodalakutra, Tirthahalli
Hodalakutra là một làng thuộc tehsil Tirthahalli, huyện Shimoga, bang Karnataka, Ấn Độ.